# Stellingen

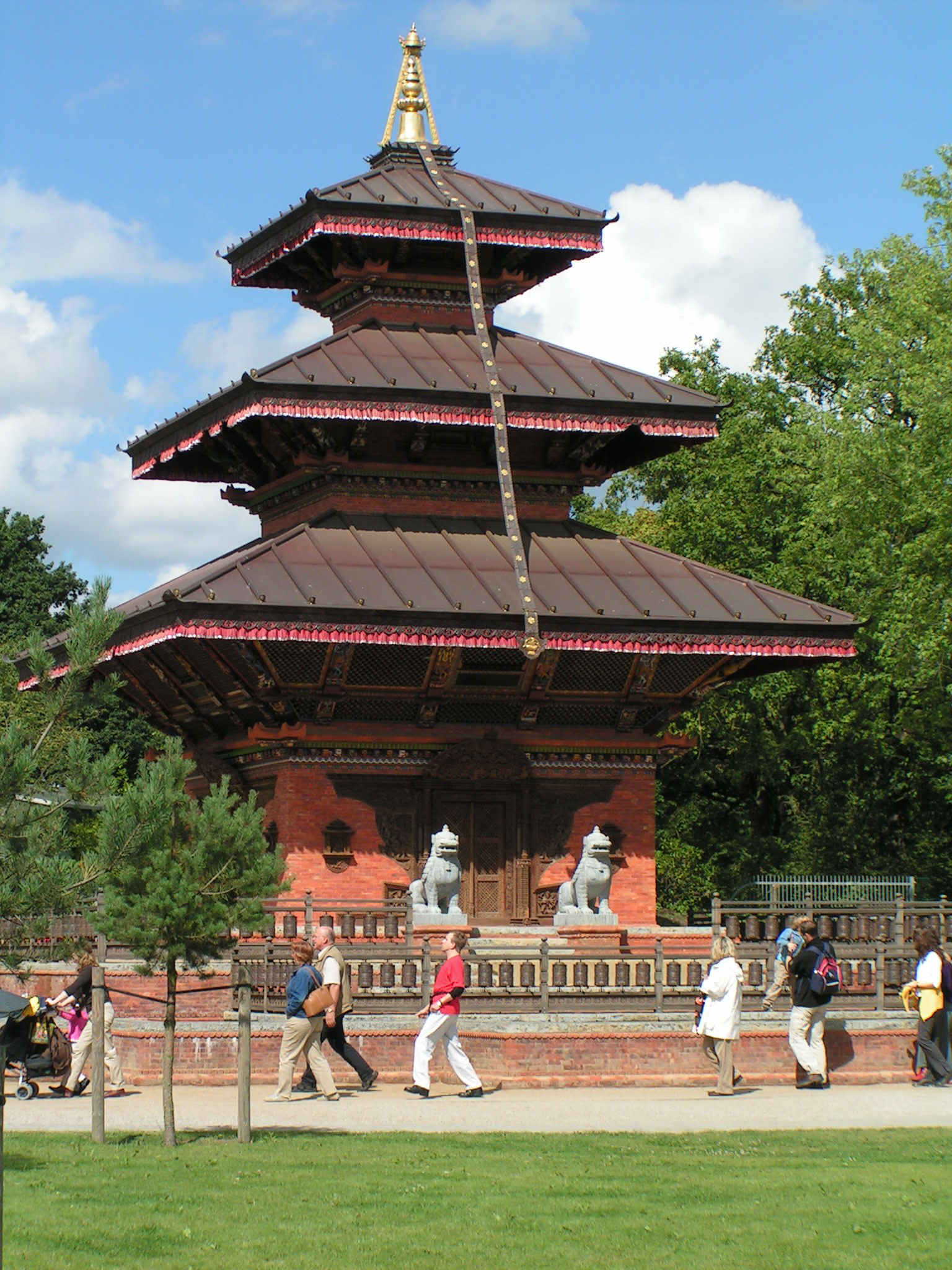
Hagenbecks djurpark i Stellingen

Stellingen i stadsdelsområdet Hamburg-Eimsbüttel

Stellingen är en stadsdel i stadsdelsområdet Eimsbüttel i Hamburg. Stellingen blev danskt 1640 och 1777 uppförde den danske kungen Kristian VII en tullstation i Stellingen. 1867 blev Stellingen efter Tysk-danska kriget en del av Preussen. 1907 öppnades Hagenbecks djurpark här. Stellingen blev 1927 en del av Altona, som i sin tur blev en del av Hamburg 1938 då Stor-Hamburg skapades.